# 白涛 (1963年)
白涛（1963年—），男，汉族，河南人，中共党员。毕业于中国人民大学金融学专业，经济学博士，高级经济师。曾任国家开发投资集团有限公司董事长，现任中国人寿保险董事长。

## 简历
他曾长期在中国工商银行工作约30年并任总行风险管理部总经理。2014年6月，任中国人寿集团副总裁；2016年10月，任中投公司副总经理、中央汇金执行董事兼总经理；2018年6月，任中国人保副董事长、总裁；2020年1月，任国家开发投资集团董事长。
2022年1月，又回到中国人寿保险并任党委书记，接替受到调查的前任董事长王滨。同年3月，任中国人寿保险董事长。
2024年8月，不再担任中国人寿保险党委书记，由蔡希良接任。